# بيني ريكاردو
بيني ريكاردو (بالإسبانية: Benny Ricardo)‏ هو لاعب كرة قدم أمريكية باراغواياني، ولد في 4 يناير 1954 في أسونسيون في باراغواي.

## وصلات خارجية
- بيني ريكاردو على موقع مرجع كرة القدم المحترفة.كوم (الإنجليزية)